# Tall Girl 2
Tall Girl 2 (bra: Crush à Altura 2; prt: Tall Girl 2) é um filme estadunidense de comédia romântica adolescente de 2022, dirigido por Emily Ting e roteirizado por Sam Wolfson. É estrelado por Ava Michelle, Sabrina Carpenter, Griffin Gluck e Steve Zahn, sendo este a sequência do filme Tall Girl de 2019. O filme foi lançado em 11 de fevereiro de 2022 e recebeu críticas mistas.

## Elenco
- Ava Michelle como Jodi Kreyman
- Sabrina Carpenter como Harper Kreyman
- Griffin Gluck como Jack Dunkleman (Danquinho)
- Luke Eisner como Stig Mohlin
- Anjelika Washington como Fareeda Marks
- Rico Paris como Schnipper
- Johanna Liauw como Stella Mohlin
- Clara Wilsey como Kimmy Stitcher
- Steve Zahn como Richie Kreyman
- Angela Kinsey como Helaine Kreyman
- Jan Luis Castellanos como Tommy Torres
- Chris Wylde como Corey Dunkleman
- Rachael Thompson como Srta. Lee
- Odessa Feaster como Mãe de Fareeda
- Doug Spearman como Pai de Fareeda

## Produção
Em 1º de dezembro de 2020, a Netflix selecionou Sam Wolfson para escrever uma sequência de Tall Girl, com Ava Michelle escalada para retornar como Jodi. As gravações começaram em 12 de abril de 2021 e foram concluídas em 21 de maio de 2021, em Nova Orleans, Luisiana.

## Lançamento
O filme foi lançado em 11 de fevereiro de 2022, na Netflix.

## Recepção
No agregador de críticas Rotten Tomatoes, o filme tem uma taxa de aprovação de 63% com base em 8 críticas, com uma classificação média de 5,0/10. O Metacritic, que usa uma média ponderada, atribuiu ao filme uma pontuação de 35 em 100, com base em 4 críticas, indicando "críticas geralmente desfavoráveis".